# Charles Fambrough
Charles Fambrough (født 25. august 1950 – død 1. januar 2011) var en jazz-musiker og komponist fra Philadelphia, Pennsylvania. 
Fambrough var medlem af Art Blakey's Jazz Messengers tidligt i 1980-tallet. 
Han spillede også sammen med flere kendte og populære musikere som f.eks. Freddie Hubbard, Airto Moreira, og Shirley Scott, samt mange andre musikere.
|  | Artiklen om musikeren Charles Fambrough kan blive bedre, hvis der indsættes et (bedre) billede. Du kan hjælpe ved at afsøge Wikimedia Commons for et passende billede eller lægge et op på Wikimedia Commons med en af de tilladte licenser og indsætte det i artiklen. |